# Juin 1936

## Événements
- Création du Rassemblement national lorrain (RNL), groupement politique autonome régional lorrain rassemblant les opposants au Front populaire jusqu'en 1939.

- 2 juin [1] : début de la grève des dockers d'Anvers qui se généralise en Belgique à partir du 13 juin.

- 4 - 5 juin, France : Premier gouvernement socialiste de Léon Blum, pour la première fois en France, trois femmes sont au gouvernement. Les communistes pratiquent le soutien sans participation. Vincent Auriol aux Finances. Charles Spinasse à l’Économie. Le gouvernement veut relancer la production par la consommation.

- 6 juin : 
  - circulaires en Allemagne contre le « fléau tzigane ».
  - Ouverture d'un second aéroport à Londres, l'aéroport de Gatwick.

- 7 juin (dimanche) :
  - France : réunion des partenaires sociaux entre la CGT — la CFTC n'est pas invitée —, les déléguées du patronat et le gouvernement. Tard dans la nuit, les revendications ouvrières sont imposées au patronat et les accords de Matignon sont signés : reconnaissance de la liberté syndicale, élections des délégués du personnel, signatures de conventions collectives, semaine de travail de quarante heures, deux semaines de congés payés annuellement, augmentation générale des salaires (7 à 15 % de hausse), SNCF…
  - Grand Prix automobile de Penya-Rhin.
  - Grand Prix automobile de Rio de Janeiro.

- 10 juin : le pilote français Thoret coupe volontairement son moteur au-dessus des Alpilles, et tient l'air pendant 9 heures.

- 11 juin : Louis-Alexandre Taschereau démissionne après qu’une enquête sur les comptes publics l’eut incriminé. Le libéral Adélard Godbout devient Premier ministre du Québec jusqu'en août 1936.

- 11 - 12 juin, France : lois sur les conventions collectives, les congés payés (2 semaines), la semaine de 40 heures.

- 13 juin, France : après l’appel de Maurice Thorez (« il faut savoir terminer une grève », 11 juin) les ouvriers métallurgistes reprennent le travail.

- 14 juin : Bernd Rosemeyer remporte l'Eifelrennen 1936.

- 15 juin : premier vol du bombardier britannique Vickers Wellington.

- 18 juin, France : décret de dissolution des ligues.

- 21 juin :
  - France : le colonel François de la Rocque transforme la Ligue des Croix-de-feu dissoute en parti social français.
  - Victoire de Tazio Nuvolari au Grand Prix automobile de Hongrie.

- 22 juin : programme de réformes économiques et sociales en Belgique à la suite du mouvement social.

- 25 juin :
  - la compagnie American Airlines met en ligne pour la première fois un Douglas DST, évolution du bimoteur Douglas DC-2 dont la cabine est équipée de couchettes pour les liaisons transcontinentales de nuit. La version de transport de jour s'appelle Douglas DC-3;
  - premier vol du bombardier léger britannique Bristol Blenheim.

- 26 juin : premier vol de l'hélicoptère expérimental Focke-Wulf Fw 61.

- 28 juin, France : 
  - l’ex-communiste, maire de Saint-Denis Jacques Doriot fonde le parti populaire français, d’inspiration fasciste.
  - Grand Prix de France.

## Naissances
- 1er juin : 
  - José Pesudo, joueur et entraineur de football espagnol († 5 décembre 2003).
  - Nariman Azimov, compositeur et chef d’orchestre azerbaïdjanais († 19 novembre 2016).
- 3 juin : Larry McMurtry, romancier, essayiste et scénariste américain († 26 mars 2021).
- 6 juin : Mompati Merafhe, homme politique botswanais († 7 janvier 2015).
- 7 juin : Luis González Seara,  universitaire et homme politique espagnol († 23 avril 2016).
- 8 juin : James Darren, acteur américain († 2 septembre 2024).
- 9 juin : Jackie Mason, humoriste, acteur, scénariste et producteur américain.
- 10 juin : Viatcheslav Kébitch, homme politique biélorusse († 9 décembre 2020).
- 13 juin : Michel Jazy, athlète français († 1er février 2024).
- 15 juin : 
  - Claude Brasseur, acteur français († 22 décembre 2020).
  - Roman Kofman, chef d'orchestre ukrainien
  - William Joseph Levada, cardinal américain, préfet de la Congrégation pour la doctrine de la foi.
- 16 juin : Anthony Olubunmi Okogie, cardinal nigérian, archevêque de Lagos.
- 18 juin :
  - Victor Lanoux, comédien, producteur, scénariste et dramaturge français († 4 mai 2017).
  - Denny Hulme, un pilote de course automobile néo-zélandais († 4 octobre 1992).
- 19 juin : Michel Guyard, évêque catholique français, évêque du Havre.
- 23 juin : Konstantínos Simítis, économiste et homme d'État grec († 5 janvier 2025).
- 26 juin : Jean-Claude Turcotte, cardinal canadien, archevêque de Montréal.
- 27 juin : Julos Beaucarne, chanteur belge.

## Décès
- 11 juin : Robert Ervin Howard, écrivain américain d'heroic fantasy.
- 14 juin :
  - G. K. Chesterton, écrivain britannique.
  - Paul Berryer, homme politique belge (° 4 mai 1868).
- 18 juin : Maxime Gorki, écrivain russe.
- 27 juin : Antonio Locatelli, 41 ans, aviateur, homme politique, écrivain, journaliste, peintre et dessinateur italien (° 17 avril 1895).